# Karel Pešek
Karel Pešek, född 20 september 1895 i Olomouc, Tjeckoslovakien, död 30 september 1970 i Prag, Tjeckoslovakien, var en tjeckoslovakisk ishockeyspelare och fotbollsspelare. Han blev olympisk bronsmedaljör i ishockey Antwerpen 1920. Han deltog i fotboll Antwerpen 1920 och i Paris 1924. Att han deltog i både en sommar- och vinteridrott under samma olympiska spel gör honom unik. 

## Meriter
- OS-brons 1920